# Dodecannitril
Dodecannitril ist eine chemische Verbindung aus der Gruppe der Nitrile.

## Eigenschaften
Dodecannitril ist eine farblose, sehr schwer entzündbare Flüssigkeit, die praktisch unlöslich in Wasser ist.

## Verwendung
Dodecannitril wird als Zwischenprodukt für chemische Synthesen und  als Duftstoff verwendet.